# Нозрина
Нозрина је насеље у Србији у општини Алексинац у Нишавском округу. Према попису из 2022. било је 651 становника (према попису из 1991. било је 789 становника).

## Географске одлике
Нозрина је село у долини реке Јужне Мораве. Налази се између планина Јастребац на западу и Озрен на истоку. Између је важних европских трансверзала, јужне пруге, ауто-пута Коридор 10 и једне од најстаријих саобраћајница - Цариградски друм.

## Привреда
Становништво се већином бави пољопривредом. Географско подручје, клима и незагађеност, делови су услова за производњу органски здраве хране.

## Демографија
У насељу Нозрина живи 601 пунолетних становника, а просечна старост становништва износи 41,0 година (40,4 код мушкараца и 41,6 код жена). У насељу има 210 домаћинстава, а просечан број чланова по домаћинству је 3,54.
Ово насеље је великим делом насељено Србима (према попису из 2002. године), а у последња три пописа, примећен је пад у броју становника.
|  |

| Демографија | Демографија | Демографија |
| Година      | Становника  | Становника  |
| ----------- | ----------- | ----------- |
| 1948.       | 940         |             |
| 1953.       | 923         |             |
| 1961.       | 915         |             |
| 1971.       | 831         |             |
| 1981.       | 884         |             |
| 1991.       | 789         | 756         |
| 2002.       | 743         | 755         |

| Етнички састав према попису из 2002.‍ | Етнички састав према попису из 2002.‍ | Етнички састав према попису из 2002.‍ | Етнички састав према попису из 2002.‍ | Етнички састав према попису из 2002.‍ |
| ------------------------------------ | ------------------------------------ | ------------------------------------ | ------------------------------------ | ------------------------------------ |
|                                      |                                      |                                      |                                      |                                      |
| Срби                                 | Срби                                 |                                      | 693                                  | 93,27%                               |
| Роми                                 | Роми                                 |                                      | 41                                   | 5,51%                                |
| Хрвати                               | Хрвати                               |                                      | 1                                    | 0,13%                                |
| непознато                            | непознато                            |                                      | 0                                    | 0,0%                                 |

| Година пописа     | 1948. | 1953. | 1961. | 1971. | 1981. | 1991. | 2002. |
| ----------------- | ----- | ----- | ----- | ----- | ----- | ----- | ----- |
| Број домаћинстава | 218   | 226   | 235   | 237   | 237   | 218   | 210   |

| Број чланова      | 1  | 2  | 3  | 4  | 5  | 6  | 7 | 8 | 9 | 10 и више | Просек |
| ----------------- | -- | -- | -- | -- | -- | -- | - | - | - | --------- | ------ |
| Број домаћинстава | 33 | 46 | 33 | 40 | 23 | 21 | 9 | 2 | 1 | 2         | 3,54   |

| Пол    | Укупно | Неожењен/Неудата | Ожењен/Удата | Удовац/Удовица | Разведен/Разведена | Непознато |
| ------ | ------ | ---------------- | ------------ | -------------- | ------------------ | --------- |
| Мушки  | 312    | 82               | 205          | 16             | 8                  | 1         |
| Женски | 309    | 38               | 205          | 55             | 10                 | 1         |
| УКУПНО | 621    | 120              | 410          | 71             | 18                 | 2         |

| Пол    | Укупно                    | Пољопривреда, лов и шумарство | Рибарство                            | Вађење руде и камена | Прерађивачка индустрија       |
| ------ | ------------------------- | ----------------------------- | ------------------------------------ | -------------------- | ----------------------------- |
| Мушки  | 165                       | 82                            | 0                                    | 0                    | 39                            |
| Женски | 72                        | 45                            | 0                                    | 0                    | 8                             |
| УКУПНО | 237                       | 127                           | 0                                    | 0                    | 47                            |
| Пол    | Производња и снабдевање   | Грађевинарство                | Трговина                             | Хотели и ресторани   | Саобраћај, складиштење и везе |
| Мушки  | 0                         | 6                             | 7                                    | 0                    | 12                            |
| Женски | 0                         | 0                             | 3                                    | 2                    | 1                             |
| УКУПНО | 0                         | 6                             | 10                                   | 2                    | 13                            |
| Пол    | Финансијско посредовање   | Некретнине                    | Државна управа и одбрана             | Образовање           | Здравствени и социјални рад   |
| Мушки  | 0                         | 0                             | 4                                    | 2                    | 3                             |
| Женски | 0                         | 1                             | 0                                    | 5                    | 4                             |
| УКУПНО | 0                         | 1                             | 4                                    | 7                    | 7                             |
| Пол    | Остале услужне активности | Приватна домаћинства          | Екстериторијалне организације и тела | Непознато            | Непознато                     |
| Мушки  | 1                         | 0                             | 0                                    | 9                    | 9                             |
| Женски | 1                         | 0                             | 0                                    | 2                    | 2                             |
| УКУПНО | 2                         | 0                             | 0                                    | 11                   | 11                            |